# V842 Centauri

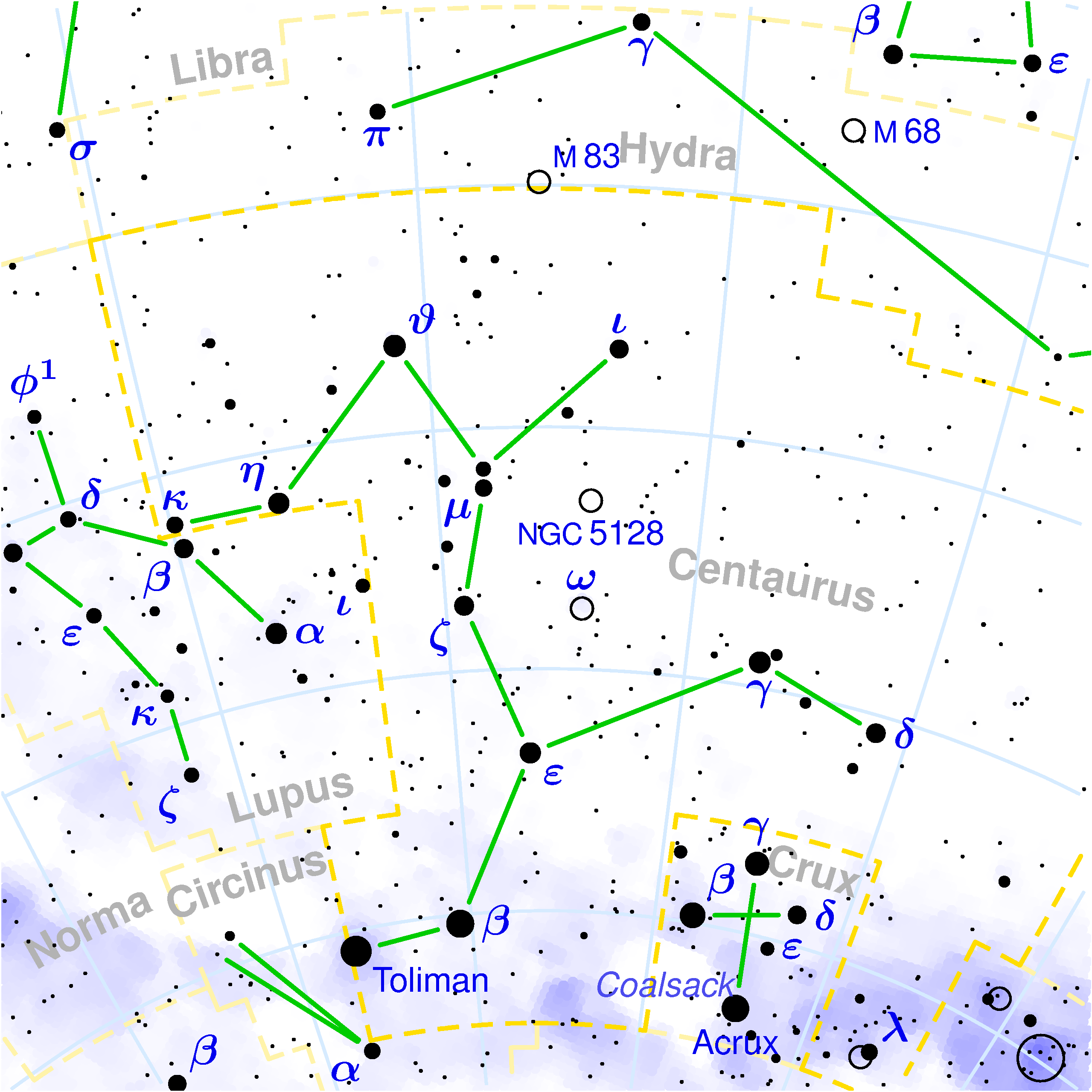
Sternbild Zentaur

V842 Centauri war eine Nova, die 1986 im Sternbild Zentaur erschien und die eine Helligkeit von 4,6 mag erreichte. Sie galt als mäßig schnelle Nova, die nach 48 Tagen um drei Größenordnungen verblasste. Im Jahr 2010 war sie auf 16,5m abgeblendet, aber immer noch um zwei Größenordnungen heller als vor der Nova-Eruption.

## Koordinaten
- Rektaszension: 14h 35m 52s.35
- Deklination: −57° 37' 34".7